# Cyklistika na Letních olympijských hrách 1952
Cyklistické soutěže na Letních olympijských hrách v Helsinkách.

## Silniční cyklistika

### Muži
| Kategorie                      | Zlato                                                             | Stříbro                                                          | Bronz                                                            |
| ------------------------------ | ----------------------------------------------------------------- | ---------------------------------------------------------------- | ---------------------------------------------------------------- |
| Muži závod s hromadným startem | André Noyelle · Belgie (BEL)                                      | Robert Grondelaers · Belgie (BEL)                                | Edi Ziegler · Německo (GER)                                      |
| Muži družstvo - hromadný start | Belgie (BEL) · Robert Grondelaers · André Noyelle · Lucien Victor | Itálie (ITA) · Dino Bruni · Gianni Ghidini · Vincenzo Zucconelli | Francie (FRA) · Jacques Anquetil · Claude Rouer · Alfred Tonello |

## Dráhová cyklistika

### Muži
| Kategorie                | Zlato                                                                           | Stříbro                                                                                  | Bronz                                                                                   |
| ------------------------ | ------------------------------------------------------------------------------- | ---------------------------------------------------------------------------------------- | --------------------------------------------------------------------------------------- |
| 1000 m s pevným startem  | Russell Mockridge · Austrálie (AUS)                                             | Marino Morettini · Itálie (ITA)                                                          | Raymond Robinson · Jihoafrická unie (RSA)                                               |
| sprint (jednotlivci)     | Enzo Sacchi · Itálie (ITA)                                                      | Lionel Cox · Austrálie (AUS)                                                             | Werner Potzernheim · Německo (GER)                                                      |
| stíhací závod (družstva) | Itálie (ITA) · Marino Morettini · Loris Campana · Mino de Rossi · Guido Messina | Jihoafrická unie (RSA) · Alfred Swift · George Estman · Robert Fowler · Thomas Shardelow | Velká Británie (GBR) · Ronald Stretton · Donald Burgess · George Newberry · Alan Newton |
| tandem                   | Austrálie (AUS) · Lionel Cox · Russell Mockridge                                | Jihoafrická unie (RSA) · Raymond Robinson · Thomas Shardelow                             | Itálie (ITA) · Antonio Maspes · Cesare Pinarello                                        |

## Přehled medailí
| Pořadí | Země                   | Zlato | Stříbro | Bronz | Celkově |
| ------ | ---------------------- | ----- | ------- | ----- | ------- |
| 1.     | Itálie (ITA)           | 2     | 2       | 1     | 5       |
| 2.     | Austrálie (AUS)        | 2     | 1       | 0     | 3       |
| 2.     | Belgie (BEL)           | 2     | 1       | 0     | 3       |
| 4.     | Jihoafrická unie (RSA) | 0     | 2       | 1     | 3       |
| 5.     | Francie (FRA)          | 0     | 0       | 1     | 1       |
| 5.     | Velká Británie (GBR)   | 0     | 0       | 1     | 1       |
| 7.     | Německo (GER)          | 0     | 0       | 2     | 2       |